# Sinusonaz
Sinusonaz (Sinusonasus magnodens) – dinozaur z rodziny troodonów (Troodontidae).
Żył w epoce wczesnej kredy (ok. 136-122 mln lat temu) na terenach wschodniej Azji. Długość ciała ok. 1,2 m, wysokość ok. 60 cm, masa ok. 10 kg. Jego szczątki znaleziono w Chinach (w prowincji Liaoning).
Znaleziono jego niekompletny szkielet.